# Zalewo (công xã)
Gmina Zalewo là một vùng đô thị-nông thôn (huyện hành chính) trong Ilawa County, WARMIŃSKO-MAZURSKIE, ở miền bắc Ba Lan. Khu hành chính của nó là thị trấn Zalewo, nằm khoảng 28 kilômét (17 mi) phía bắc Iława và 59 km (37 mi) về phía tây của thủ đô khu vực Olsztyn.
Gmina có diện tích 254,34 kilômét vuông (98,2 dặm vuông Anh), và tính đến năm 2006, tổng dân số của nó là 6,986 (trong đó dân số của Zalewo lên tới 2.152, và dân số của vùng nông thôn của Gmina là 4,834).
Gmina chứa một phần của khu vực được bảo vệ gọi là Công viên cảnh quan quận hồ Iława.

## Làng
Ngoài thị trấn Zalewo, Gmina Zalewo chứa các làng và các khu định cư của Bądki, Bajdy, Barty, Bednarzówka, Boreczno, Brzeziniak, Bukowiec, Dajny, Dobrzyki, Duba, Gajdy, Girgajny, Gubławki, Huta Wielka, Janiki Nam, Janiki Wielkie, Jaśkowo, Jerzwałd, Jezierce, Karpowo, Kiemiany, Kupin, Likszany, Matyty, Mazanki, Miedzychod, Mozgowo, Murawki, Nowe Chmielówko, Piekło, Polajny, Półwieś, Pomielin, Pozorty, Rąbity, Rucewo, Rudnia, Sadławki, Skitławki, Śliwa, Surbajny, Tarpno, Urowo, Wielowieś, Wieprz, Witoszewo và Zatyki.

## Gmina lân cận
Gmina Zalewo được bao quanh bởi các Gmina của Iława, Małdyty, Miłomłyn, Stary Dzierzgoń và Susz.